# 카카오 (프로게이머)
카카오(본명: 이병권, 1995년 12월 7일 ~ )는 대한민국의 리그 오브 레전드 프로게이머로 아이디는 KaKAO이다. 포지션은 정글러이다.

## 선수 생활

### 데뷔 후 첫 우승 그리고 MVP
2012년 10월 10일 KT 롤스터에 입단하면서 프로 커리어를 시작했다. 처음에는 KT 롤스터 B 팀에 소소괴었다. 2012-2013 윈터 시즌 팀의 3위에 기여했다.
인섹이 KT에 입단함에 따라 A팀으로 자리를 옮겼다. A팀에서 치른 2013 스프링 시즌에서는 지난 시즌보다 발전한 좋은 모습을 보여주었다.
2013 서머 시즌에서는 다시 KT의 B팀으로 자리를 옮겼다. B팀에서는 다시 좋은 모습을 보여주면서 팀의 준우승에 기여했다.
2014 스프링 시즌을 앞두고 KT 애로우즈로 자리를 옮겼다. 스프링 시즌에서도 좋은 모습을 보여주었다.
2014 서머 시즌에는 기어이 팀을 우승시키는 엄청난 활약을 보여주었다. 시즌 종료 후 MVP에 선정되었다.

### LPL
2014년 12월 18일, 인빅투스 게이밍에 입단했다. 스프링 시즌 팀의 주전으로 활약하면서 팀의 포스트시즌 진출에 기여했다. 서머 시즌에서도 팀의 포스트시즌 진출에 기여했다. 롤드컵 2015에도 출전했다. 하지만 롤드컵 무대에서는 이렇다 할 모습을 보여주지 못했다.
2016 스프링 로스터에서는 말소되었다. 2016년 1월 12일, 중국 2부리그 팀인 완유와 계약했다. 하지만 팀의 3부리그 강등을 막지 못했다.

### LEC
2016년 12월 14일 리그 오브 유러피언 챔피언십의 미스핏츠 게이밍에 입단했다. 2017 스프링 시즌 팀의 주전 정글러로 활동했지만 부진한 모습을 보여주었다. 스프링 시즌 종료 이후 팀과의 계약을 종료했다.

### 터키 리그 1기
서머 시즌을 무소속 신분으로 보낸 후 2018년 1월 20일, 터키의 다크 패시지에 입단했다. 윈터 시즌 다크 패시지의 포스트시즌 진출에 일조했다.

### LCK 복귀
2018년 5월 9일, 진에어 그린윙스에 입단하면서 LCK 무대로 복귀했다. 2018 서머 시즌에서는 엄티와 주전 경쟁을 하였으나 좋지 못한 모습을 보여주면서 서브 선수로 밀려났다.
2019시즌을 앞두고 APK 프린스에 입단했다. 스프링 시즌 좋은 모습을 보여주면서 팀의 챌린저스 포스트시즌 진출에 일조했다. 하지만 팀은 승강전 진출에 실패했다. 서머 시즌을 앞두고 휴식을 취했다. 서머 2라운드를 앞두고 팀에 복귀했으며 팀의 챔피언스 승격에 기여했다.
2020시즌을 앞두고 서라벌 게이밍에 입단했다. 서라벌의 주전 정글러로 활동하면서 팀의 챌린저스 우승에 기여했다. 하지만 승격에는 실패했다.

### 터키 리그 2기
2020년 6월 15일, 파파라 슈퍼매시브에 입단했다. 파파라 입단 이후 좋은 모습을 보이면서 팀의 우승에 기여했다. 롤드컵 2020에 참여했으며 팀의 플레이인 2라운드 진출에 기여했다.
2020시즌 종료 후 팀에서 퇴단했다.

## 소속팀
| # | 팀명              | 소속 기간             | 소속 리그 | 비고 |
| - | ----------------- | --------------------- | --------- | ---- |
| 1 | KT 롤스터 B       | 2012.10.10~2014.09.30 | LCK       |      |
| 2 | 인빅투스 게이밍   | 2014.12.18~2016.01.12 | LPL       |      |
| 3 | 완유              | 2016.01.18~2016.12.14 | LSPL      |      |
| 4 | 미스핏츠 게이밍   | 2016.12.14~2017.04.27 | LEC       |      |
| 5 | 다크 패시지       | 2017.12.24~2018.05.09 | TCL       |      |
| 6 | 진에어 그린윙스   | 2018.05.09~2018.11.20 | LCK       |      |
| 7 | APK 프린스        | 2018.12.12~2019.11.19 | CK        |      |
| 8 | 서라벌 게이밍     | 2020.01.28~2020.04.30 | CK        |      |
| 9 | 파파라 슈퍼매시브 | 2020.06.15~2020.11.20 | TCL       |      |

## 수상 내역
- 핫식스 리그 오브 레전드 챔피언스 서머 2014 우승
- 핫식스 리그 오브 레전드 챔피언스 서머 2014 최우수선수
- 리그 오브 레전드 챌린저스 코리아 서머 2019 준우승
- 리그 오브 레전드 챌린저스 코리아 스프링 2020 우승
- 터키 챔피언십 리그 서머 2020 우승